# Ремель (Ровненская область)
Ремель (укр. Ремель) — село в Александрийской сельской общине Ровненского района Ровненской области Украины.
Население по переписи 2001 года составляло 132 человека. Почтовый индекс — 35320. Телефонный код — 362. Код КОАТУУ — 5624687006.